# Al-Seeb Sports Club
El Al-Seeb Sports Club es un equipo de fútbol de Mascate que juega en la Liga Profesional de Omán, la liga de fútbol más importante del país.

## Historia
Fue fundado en el año 1972 en la capital Mascate a raíz de la fusión de los equipos Watan, Butolah, Hilal y Fida, equipos pequeños de la Región de Al-Seeb luego de frecuentes reuniones para unirse y crear un equipo que representara a la Región. Es un equipo multideportivo, ya que cuenta con representación en otros deportes como baloncesto y tenis de mesa. Nunca ha sido campeón de liga, pero sí ha ganado otros títulos, como la copa del Sultán en 3 ocasiones en 5 finales jugadas y una copa de la Federación, así como 2 finales de Supercopa.
A nivel internacional ha participado en 5 torneos continentales, siendo el mejor resultado el obtenido en la Copa AFC 2022 donde quedó campeón.
Descendió en la temporada 2009-10 al ubicarse en la última posición entre 14 equipos.

## Palmarés
- Liga Profesional de Omán: 4

2019-20, 2021-22, 2023-24, 2024-25
- Copa del Sultán Qaboos: 4

1996, 1997, 1998, 2022
- Copa AFC: 1

2022
- Copa de la Liga de Omán: 3

2007, 2022-23 2023-24
- Supercopa de Omán: 3

2020, 2022, 2023

## Participación en competiciones de la AFC
| Temporada | Torneo                 | Ronda                  | Club              | Casa | Visita | Global   |
| --------- | ---------------------- | ---------------------- | ----------------- | ---- | ------ | -------- |
| 1995      | Copa de Clubes de Asia | Primera ronda regional | Al Ansar          | 2–1  | 0–1    | 2–2 (v)  |
| 1997–98   | Recopa de la AFC       | Primera ronda regional | Al-Shorta         | 3–2  | 0–2    | 3–4      |
| 1998–99   | Recopa de la AFC       | Primera ronda regional | PAS Teherán       | 1–10 | 2–0    | 3–10     |
| 2022      | Copa de la AFC         | Grupo A                | Jableh            | 1–0  | 1–0    | 1º Lugar |
| 2022      | Copa de la AFC         | Grupo A                | Al-Kuwait         | 1–2  | 1–2    | 1º Lugar |
| 2022      | Copa de la AFC         | Grupo A                | Al Ansar          | 4–0  | 4–0    | 1º Lugar |
| 2022      | Copa de la AFC         | Semifinal de zona      | Al-Arabi          | 2–1  | 2–1    | 2–1      |
| 2022      | Copa de la AFC         | Final de zona          | Al-Riffa          | 4–0  | 4–0    | 4–0      |
| 2022      | Copa de la AFC         | Final                  | Kuala Lumpur City | 3–0  | 3–0    | 3–0      |
| 2024–25   | Liga Desafío de la AFC | Grupo C                | Al-Fotuwa         | 5–0  | 5–0    | 1º Lugar |
| 2024–25   | Liga Desafío de la AFC | Grupo C                | Al-Ahli           | 1–0  | 1–0    | 1º Lugar |
| 2024–25   | Liga Desafío de la AFC | Grupo C                | Hilal Al-Quds     | 3–0  | 3–0    | 1º Lugar |
| 2024–25   | Liga Desafío de la AFC | Cuartos de final       | Al-Arabi          | 2–2  | 0–1    | 2–3      |

## Jugadores

### Jugadores destacados
- Bautista
- Jesùs
- Issa Al Balushi